# Lameck Aguta
Lameck Aguta (10 ottobre 1971) è un ex maratoneta keniota, vincitore della maratona di Boston 1997 con il tempo di 2h10'34".

## Biografia
Il record personale di Aguta sulla maratona è di 2h10'03", ottenuto e Boston nel 1996, quando fu 4º. Il suo miglior tempo sulla mezza maratona invece è 1h00'55" al campionato mondiale corso a South Shields.
Ha corso ai Giochi olimpici di Atlanta 1996, dove è giunto 52º.
Poco dopo la vittoria a Boston fu aggredito per rapina in Kenya, cosa che gli provocò 3 mesi di coma, mettendo in serio pericolo la sua vita. Dopo una lunghissima riabilitazione è tornato a camminare e poi a correre, tornando alle gare nel 2003. Nel 2004 ha partecipato alla White Rock Marathon di Dallas, correndo la distanza in 2h34'04".

## Altre competizioni internazionali
1991
- Argento alla Le Lion Half Marathon ( Montbéliard) - 1h04'17"
- Oro alla Fort de France Half Marathon ( Fort-de-France) - 1h06'00"
- 4º all'Alonnes Crosscountry ( Alonnes) - 29'02"

1992
- 25º alla Maratona di New York ( New York) - 2h20'10"
- 7º alla Berlin Half Marathon ( Berlino) - 1h02'45"
- 6º alla Le Lion Half Marathon ( Montbéliard) - 1h02'26"
- Argento all'Humarathon ( Vitry-sur-Seine) - 1h02'29"
- Argento alla Hastings Half Marathon ( Hastings) - 1h04'32"
- Argento alla Utica Boilermaker ( Utica), 15 km - 43'40"
- 38º al Nairobi International Crosscountry ( Nairobi) - 31'01"
- 9º al Cross Ouest-France ( Le Mans) - 31'55"
- 6º alla Pilgrim Health Care Falmouth Road Race ( Falmouth), 11,265 km - 32'28"
- Bronzo all'Asbury Park Classic ( Asbury Park) - 28'19"
- Oro allo Znamenskiy Memorial ( Mosca) - 28'37"
- Oro alla Wharf to Wharf ( Capitola), 6 miglia - 26'42"
- 4º al Reebok Festival of Road Running ( Sheffield), 5 km - 14'10"

1993
- 21º alla Maratona di Boston ( Boston) - 2h18'05"
- 18º alla Maratona di New York ( New York) - 2h18'36"
- 7º alla Mezza maratona di Lisbona ( Lisbona) - 1h01'31"
- 4º all'Humarathon ( Vitry-sur-Seine) - 1h02'28"
- Bronzo alla Sapporo Half Marathon ( Sapporo) - 1h03'00"
- Oro alla Auray-Vannes Half Marathon ( Vannes) - 1h03'56"
- Bronzo alla Granollers Half Marathon ( Granollers) - 1h03'57"
- 9º alla Dam tot Dam ( Zaandam), 10 miglia - 43'16"

1994
- 4º alla Maratona di Berlino ( Berlino) - 2h10'41"
- 14º alla Maratona di Boston ( Boston) - 2h11'19"
- Oro alla San Blas Half Marathon ( Coamo) - 1h02'55"
- 18º alla Gasparilla Distance Classic ( Tampa), 15 km - 44'07"
- 8º alla Peachtree Road Race ( Atlanta) - 28'30"
- Bronzo all'Azalea Trail ( Mobile) - 28'05"
- Oro alla Steamboat Classic ( Peoria), 4 miglia - 17'43"

1995
- 4º alla Maratona di Boston ( Boston) - 2h11'03"
- 18º alla Maratona di New York ( New York9 - 2h15'46"
- Bronzo alla Motorola Half Marathon ( Schaumburg) - 1h04'12"
- 12º alla San Blas Half Marathon ( Coamo) - 1h07'33"
- 15º alla Crim Road Race ( Flint), 10 miglia - 47'46"
- 8º alla Gasparilla Distance Classic ( Tampa), 15 km - 44'04"
- 13º alla Pilgrim Health Care Falmouth Road Race ( Falmouth), 11,265 km - 32'55"
- 14º alla Peachtree Road Race ( Atlanta) - 28'50"
- 5º alla Foundation Citrus Classic ( Winter Haven) - 29'30"
- 13º all'Azalea Trail ( Mobile) - 29'57"
- 6º alla Steamboat Classic ( Peoria), 4 miglia - 17'55"
- 4º alla Bupa International Road Race ( Portsmouth), 5 km - 13'48"

1996
- 4º alla Maratona di Boston ( Boston) - 2h10'03"
- Bronzo alla Granollers Half Marathon ( Granollers) - 1h03'32"
- Argento alla Great South Run ( Portsmouth), 10 miglia - 46'58"
- 11º alla Gasparilla Distance Classic ( Tampa), 15 km - 43'52"
- 14º al Cross Auchan ( Tourcoing) - 31'38"

1997
- Oro alla Maratona di Boston ( Boston) - 2h10'34"

1999
- 182º alla Maratona di Nagano ( Nagano) - 2h57'54"
- 48º alla Monterrey Half Marathon ( Monterrey) - 1h06'51"
- 20º alla San Blas Half Marathon ( Coamo) - 1h08'43"

2001
- 22º alla Maratona di Praga ( Praga) - 2h24'14"

2002
- 22º alla Coamo San Blas Half Marathon ( Coamo) - 1h09'36"

2004
- 10º alla Dallas White Rock Marathon ( Dallas) - 2h34'07"